# 2023-as Formula–1 magyar nagydíj
A magyar nagydíj a 2023-as Formula–1 világbajnokság tizenegyedik futama volt, amelyet 2023. július 21. és július 23. között rendeztek meg. A 38. magyar nagydíj helyszíne a mogyoródi Hungaroring volt.

## Választható keverékek
| Abroncs              | Friss | Használt |
| -------------------- | ----- | -------- |
| Kemény keverék (C3)  |       |          |
| Közepes keverék (C4) |       |          |
| Lágy keverék (C5)    |       |          |
| Átmeneti esőgumi (I) |       |          |
| Teljes esőgumi (W)   |       |          |

## Szabadedzések

### Első szabadedzés
A magyar it nagydíj első szabadedzését július 21-én, pénteken délután tartották, magyar idő szerint 13:30-tól.
| helyezés | versenyző        | csapat/motor          | elért idő  | különbség | futott kör |
| -------- | ---------------- | --------------------- | ---------- | --------- | ---------- |
| 1        | George Russell   | Mercedes              | 1:38,795   | −         | 13         |
| 2        | Oscar Piastri    | McLaren-Mercedes      | 1:39,154   | +0,359    | 14         |
| 3        | Lance Stroll     | Aston Martin-Mercedes | 1:40,013   | +1,218    | 10         |
| 4        | Lando Norris     | McLaren-Mercedes      | 1:40,277   | +1,482    | 13         |
| 5        | Fernando Alonso  | Aston Martin-Mercedes | 1:40,687   | +1,892    | 8          |
| 6        | Valtteri Bottas  | Alfa Romeo-Ferrari    | 1:41,032   | +2,237    | 14         |
| 7        | Charles Leclerc  | Ferrari               | 1:41,142   | +2,347    | 11         |
| 8        | Csou Kuan-jü     | Alfa Romeo-Ferrari    | 1:41,363   | +2,568    | 9          |
| 9        | Logan Sargeant   | Williams-Mercedes     | 1:41,416   | +2,621    | 15         |
| 10       | Nico Hülkenberg  | Haas-Ferrari          | 1:42,706   | +3,911    | 12         |
| 11       | Kevin Magnussen  | Haas-Ferrari          | 1:42,906   | +4,111    | 14         |
| 12       | Cunoda Júki      | AlphaTauri-Honda RBPT | 1:45,575   | +6,780    | 7          |
| 13       | Alexander Albon  | Williams-Mercedes     | 1:47,403   | +8,608    | 10         |
| 14       | Daniel Ricciardo | AlphaTauri-Honda RBPT | idő nélkül |           | 7          |
| 15       | Carlos Sainz Jr. | Ferrari               | idő nélkül |           | 6          |
| 16       | Sergio Pérez     | Red Bull-Honda RBPT   | idő nélkül |           | 2          |
| 17       | Esteban Ocon     | Alpine-Renault        | idő nélkül |           | 2          |
| 18       | Pierre Gasly     | Alpine-Renault        | idő nélkül |           | 3          |
| 19       | Max Verstappen   | Red Bull-Renault RBPT | idő nélkül |           | 4          |
| 20       | Lewis Hamilton   | Mercedes              | idő nélkül |           | 3          |

### Második szabadedzés
A magyar nagydíj második szabadedzését július 21-én, pénteken délután tartották, magyar idő szerint 17:00-tól.
| helyezés | versenyző        | csapat/motor          | elért idő | különbség | futott kör |
| -------- | ---------------- | --------------------- | --------- | --------- | ---------- |
| 1        | Charles Leclerc  | Ferrari               | 1:17,686  | −         | 20         |
| 2        | Lando Norris     | McLaren-Mercedes      | 1:17,701  | +0,015    | 30         |
| 3        | Pierre Gasly     | Alpine-Renault        | 1:17,918  | +0,232    | 26         |
| 4        | Cunoda Júki      | AlphaTauri-Honda RBPT | 1:17,934  | +0,248    | 31         |
| 5        | Esteban Ocon     | Alpine-Renault        | 1:18,045  | +0,359    | 30         |
| 6        | Nico Hülkenberg  | Haas-Ferrari          | 1:18,058  | +0,372    | 29         |
| 7        | Valtteri Bottas  | Alfa Romeo-Ferrari    | 1:18,085  | +0,399    | 29         |
| 8        | Fernando Alonso  | Aston Martin-Mercedes | 1:18,105  | +0,419    | 32         |
| 9        | Csou Kuan-jü     | Alfa Romeo-Ferrari    | 1:18,108  | +0,422    | 31         |
| 10       | Carlos Sainz Jr. | Ferrari               | 1:18,182  | +0,496    | 20         |
| 11       | Max Verstappen   | Red Bull-Renault RBPT | 1:18,279  | +0,593    | 18         |
| 12       | Lance Stroll     | Aston Martin-Mercedes | 1:18,319  | +0,633    | 33         |
| 13       | Alexander Albon  | Williams-Mercedes     | 1:18,377  | +0,691    | 32         |
| 14       | Daniel Ricciardo | AlphaTauri-Honda RBPT | 1:18,385  | +0,699    | 30         |
| 15       | Kevin Magnussen  | Haas-Ferrari          | 1:18,504  | +0,818    | 27         |
| 16       | Lewis Hamilton   | Mercedes              | 1:18,746  | +1,060    | 28         |
| 17       | Logan Sargeant   | Williams-Mercedes     | 1:18,836  | +1,150    | 30         |
| 18       | Sergio Pérez     | Red Bull-Honda RBPT   | 1:18,978  | +1,292    | 14         |
| 19       | Oscar Piastri    | McLaren-Mercedes      | 1:19,117  | +1,431    | 18         |
| 20       | George Russell   | Mercedes              | 1:19.175  | +1,489    | 23         |

### Harmadik szabadedzés
A magyar nagydíj harmadik szabadedzését július 22-én, szombaton délután tartották, magyar idő szerint 12:30-tól.
| helyezés | versenyző        | csapat/motor          | elért idő | különbség | futott kör |
| -------- | ---------------- | --------------------- | --------- | --------- | ---------- |
| 1        | Lewis Hamilton   | Mercedes              | 1:17,811  | −         | 20         |
| 2        | Max Verstappen   | Red Bull-Renault RBPT | 1:18,061  | +0,250    | 23         |
| 3        | Sergio Pérez     | Red Bull-Honda RBPT   | 1:18,067  | +0,256    | 25         |
| 4        | Nico Hülkenberg  | Haas-Ferrari          | 1:18,077  | +0,266    | 21         |
| 5        | Lando Norris     | McLaren-Mercedes      | 1:18,082  | +0,271    | 19         |
| 6        | George Russell   | Mercedes              | 1:18,119  | +0,308    | 22         |
| 7        | Charles Leclerc  | Ferrari               | 1:18,190  | +0,379    | 28         |
| 8        | Carlos Sainz Jr. | Ferrari               | 1:18,234  | +0,423    | 29         |
| 9        | Fernando Alonso  | Aston Martin-Mercedes | 1:18,350  | +0,539    | 20         |
| 10       | Valtteri Bottas  | Alfa Romeo-Ferrari    | 1:18,489  | +0,678    | 24         |
| 11       | Lance Stroll     | Aston Martin-Mercedes | 1:18,536  | +0,725    | 20         |
| 12       | Csou Kuan-jü     | Alfa Romeo-Ferrari    | 1:18,544  | +0,733    | 23         |
| 13       | Alexander Albon  | Williams-Mercedes     | 1:18,592  | +0,781    | 17         |
| 14       | Oscar Piastri    | McLaren-Mercedes      | 1:18,598  | +0,787    | 19         |
| 15       | Kevin Magnussen  | Haas-Ferrari          | 1:18,649  | +0,838    | 26         |
| 16       | Pierre Gasly     | Alpine-Renault        | 1:18,776  | +0,965    | 22         |
| 17       | Logan Sargeant   | Williams-Mercedes     | 1:18,814  | +1,003    | 16         |
| 18       | Daniel Ricciardo | AlphaTauri-Honda RBPT | 1:18,828  | +1,017    | 28         |
| 19       | Esteban Ocon     | Alpine-Renault        | 1:18,979  | +1,168    | 22         |
| 20       | Cunoda Júki      | AlphaTauri-Honda RBPT | 1:19,156  | +1,345    | 29         |

## Időmérő edzés
A magyar nagydíj időmérő edzését július 22-én, szombaton délután tartották, magyar idő szerint 16:00-tól.
| helyezés              | rajtszám | versenyző        | csapat/motor          | 1. rész  | 2. rész  | 3. rész  | rajthely | futott kör |
| --------------------- | -------- | ---------------- | --------------------- | -------- | -------- | -------- | -------- | ---------- |
| 1                     | 44       | Lewis Hamilton   | Mercedes              | 1:18,577 | 1:17,427 | 1:16,609 | 1        | 20         |
| 2                     | 1        | Max Verstappen   | Red Bull-Honda RBPT   | 1:18,318 | 1:17,547 | 1:16,612 | 2        | 21         |
| 3                     | 4        | Lando Norris     | McLaren-Mercedes      | 1:18,697 | 1:17,328 | 1:16,694 | 3        | 20         |
| 4                     | 81       | Oscar Piastri    | McLaren-Mercedes      | 1:18,464 | 1:17,571 | 1:16,905 | 4        | 20         |
| 5                     | 24       | Csou Kuan-jü     | Alfa Romeo-Ferrari    | 1:18,143 | 1:17,700 | 1:16,971 | 5        | 22         |
| 6                     | 16       | Charles Leclerc  | Ferrari               | 1:18,440 | 1:17,580 | 1:16,992 | 6        | 21         |
| 7                     | 77       | Valtteri Bottas  | Alfa Romeo-Ferrari    | 1:18,775 | 1:17,563 | 1:17,034 | 7        | 20         |
| 8                     | 14       | Fernando Alonso  | Aston Martin-Mercedes | 1:18,580 | 1:17,701 | 1:17,035 | 8        | 21         |
| 9                     | 11       | Sergio Pérez     | Red Bull-Honda RBPT   | 1:18,360 | 1:17,675 | 1:17,045 | 9        | 23         |
| 10                    | 27       | Nico Hülkenberg  | Haas-Ferrari          | 1:18,695 | 1:17,652 | 1:17,186 | 10       | 20         |
| 11                    | 55       | Carlos Sainz Jr. | Ferrari               | 1:18,393 | 1:17,703 |          | 11       | 15         |
| 12                    | 31       | Esteban Ocon     | Alpine-Renault        | 1:18,854 | 1:17,841 |          | 12       | 16         |
| 13                    | 3        | Daniel Ricciardo | AlphaTauri-Honda RBPT | 1:18,906 | 1:18,002 |          | 13       | 15         |
| 14                    | 18       | Lance Stroll     | Aston Martin-Mercedes | 1:18,782 | 1:18,144 |          | 14       | 18         |
| 15                    | 10       | Pierre Gasly     | Alpine-Renault        | 1:18,743 | 1:18,217 |          | 15       | 16         |
| 16                    | 23       | Alexander Albon  | Williams-Mercedes     | 1:18,917 |          |          | 16       | 8          |
| 17                    | 22       | Cunoda Júki      | AlphaTauri-Honda RBPT | 1:18,919 |          |          | 17       | 9          |
| 18                    | 63       | George Russell   | Mercedes              | 1:19,027 |          |          | 18       | 9          |
| 19                    | 20       | Kevin Magnussen  | Haas-Ferrari          | 1:19,206 |          |          | 19       | 8          |
| 20                    | 6        | Logan Sargeant   | Williams-Mercedes     | 1:19,248 |          |          | 20       | 8          |
| 107%-os idő: 1:23,613 |          |                  |                       |          |          |          |          |            |

## Futam
A magyar nagydíj futamát július 23-án, vasárnap délután tartották, magyar idő szerint 15:00-kor.
| helyezés | rajtszám | versenyző        | csapat/motor          | futott kör | idő/kiesés oka   | rajthely | pont  |
| -------- | -------- | ---------------- | --------------------- | ---------- | ---------------- | -------- | ----- |
| 1        | 1        | Max Verstappen   | Red Bull-Honda RBPT   | 70         | 1:38:08,634      | 2        | 26[a] |
| 2        | 4        | Lando Norris     | McLaren-Mercedes      | 70         | +33,731          | 3        | 18    |
| 3        | 11       | Sergio Pérez     | Red Bull-Honda RBPT   | 70         | +37,603          | 9        | 15    |
| 4        | 44       | Lewis Hamilton   | Mercedes              | 70         | +39.134          | 1        | 12    |
| 5        | 81       | Oscar Piastri    | McLaren-Mercedes      | 70         | +1:02,572        | 4        | 10    |
| 6        | 63       | George Russell   | Mercedes              | 70         | +1:05,825        | 18       | 8     |
| 7        | 16       | Charles Leclerc  | Ferrari               | 70         | +1:10,317[b]     | 6        | 6     |
| 8        | 55       | Carlos Sainz Jr. | Ferrari               | 70         | +1:11,073        | 11       | 4     |
| 9        | 14       | Fernando Alonso  | Aston Martin-Mercedes | 70         | +1:15,709        | 8        | 2     |
| 10       | 18       | Lance Stroll     | Aston Martin-Mercedes | 69         | +1 kör           | 14       | 1     |
| 11       | 23       | Alexander Albon  | Williams-Mercedes     | 69         | +1 kör           | 16       |       |
| 12       | 77       | Valtteri Bottas  | Alfa Romeo-Ferrari    | 69         | +1 kör           | 7        |       |
| 13       | 3        | Daniel Ricciardo | AlphaTauri-Honda RBPT | 69         | +1 kör           | 13       |       |
| 14       | 27       | Nico Hülkenberg  | Haas-Ferrari          | 69         | +1 kör           | 10       |       |
| 15       | 22       | Cunoda Júki      | AlphaTauri-Honda RBPT | 69         | +1 kör           | 17       |       |
| 16       | 24       | Csou Kuan-jü     | Alfa Romeo-Ferrari    | 69         | +1 kör           | 5        |       |
| 17       | 20       | Kevin Magnussen  | Haas-Ferrari          | 69         | +1 kör           | 19       |       |
| 18[c]    | 2        | Logan Sargeant   | Williams-Mercedes     | 67         | túlmelegedés     | 20       |       |
| Ki       | 31       | Esteban Ocon     | Alpine-Renault        | 2          | baleseti sérülés | 12       |       |
| Ki       | 10       | Pierre Gasly     | Alpine-Renault        | 1          | baleseti sérülés | 15       |       |

Megjegyzések:
- ↑ a:  — Max Verstappen a helyezéséért járó pontok mellett a versenyben futott leggyorsabb körért további 1 pontot szerzett.
- ↑ b:  — Charles Leclerc a 6. helyen végzett, de utólag öt másodperces időbüntetést kapott a boxutcában való sebességtúllépés miatt.[3]
- ↑ c:  — Logan Sargeant nem fejezte be a futamot, de helyezését értékelték, mivel a versenytáv több, mint 90%-át teljesítette.

## A világbajnokság állása a verseny után
| H   | Versenyzők       | Pont | H   | Konstruktőrök         | Pont |
| --- | ---------------- | ---- | --- | --------------------- | ---- |
| 1.  | Max Verstappen   | 281  | 1.  | Red Bull-Honda RBPT   | 452  |
| 2.  | Sergio Pérez     | 171  | 2.  | Mercedes              | 223  |
| 3.  | Fernando Alonso  | 139  | 3.  | Aston Martin-Mercedes | 184  |
| 4.  | Lewis Hamilton   | 133  | 4.  | Ferrari               | 167  |
| 5.  | George Russell   | 90   | 5.  | McLaren-Mercedes      | 87   |
| 6.  | Carlos Sainz Jr. | 87   | 6.  | Alpine-Renault        | 47   |
| 7.  | Charles Leclerc  | 80   | 7.  | Williams-Mercedes     | 11   |
| 8.  | Lando Norris     | 60   | 8.  | Haas-Ferrari          | 11   |
| 9.  | Lance Stroll     | 45   | 9.  | Alfa Romeo-Ferrari    | 9    |
| 10. | Esteban Ocon     | 31   | 10. | AlphaTauri-Honda RBPT | 2    |

## Statisztikák
- Vezető helyen:
  - Max Verstappen: 70 kör (1–70)
- Lewis Hamilton 104. pole-pozíciója.
- Max Verstappen 44. futamgyőzelme és a 27. versenyben futott leggyorsabb köre.
- A Red Bull Racing 103. futamgyőzelme.
- Max Verstappen 88., Lando Norris 8., Sergio Pérez 33. dobogós helyezése.
- A Williams 800. Formula–1-es nagydíja.[4]
- A Red Bull Racing zsinórban a 12. győzelmét aratta a 2022-es abu-dzabi szezonzáró nagydíj óta, amivel megdöntötte a McLaren 1988-ban elért 11 győzelmét.[5]